# Clorexidina
La clorexidina è un disinfettante di sintesi chimica ad azione antisettica ad ampio spettro d'azione, attivo verso batteri Gram-positivi e Gram-negativi, ed anche verso miceti. Ha un'azione di tipo battericida; agisce, infatti, aumentando drasticamente la permeabilità della membrana cellulare batterica alterandone la struttura proteica; ciò provoca la precipitazione di diverse macromolecole citoplasmatiche e la susseguente morte cellulare per lisi della cellula batterica o del micete.
In passato si riteneva che agisse come batteriostatico per inattivazione delle ATPasi, impedendo la replicazione delle cellule procariote.

## Storia
La clorexidina fu sintetizzata per la prima volta nel 1950 nei laboratori della I.C.I., cercando analoghi sintetici di molecole antibatteriche del tipo del proguanil. Fin dall'inizio fu sviluppata come antisettico delle mucose, pelle e ferite o come conservante nelle formulazioni farmaceutiche di tipo oftalmico.

### In Italia
In Italia la clorexidina è presente in varie combinazioni di Principi Attivi:
- clorexidina (DC. IT)
- clorexidina + benzalconio cloruro
- clorexidina + benzododecinio cloruro
- clorexidina + bisabololo + allantoina
- clorexidina + cetilpiridinio cloruro
- clorexidina + cetrimide
- clorexidina + didecildimmonio cloruro
- clorexidina + etanolo (96%)
- clorexidina + idrossichinolina
- clorexidina + fluoruro di sodio
- clorexidina + fluoruro di sodio + monofluorofosfato di sodio
- clorexidina + undebenzofene
- clorexidina + zolfo precipitato
- clorexidina diacetato (FU)
- clorexidina dicloridrato (FU)
- clorexidina digluconato soluzione (FU)

In Italia è stata sviluppata una versione di collutorio con un sistema antipigmentante, in grado di ridurre la formazione di pigmentazioni dentarie. Tale sistema è costituito da sodio metabisolfito e acido L-ascorbico. Vi sono, tuttavia, alcune pubblicazioni scientifiche e valutazioni cliniche che tendono a dimostrare la diminuzione di efficacia antibatterica in presenza dei composti antipigmentanti; altri studi, inclusa una revisione sistematica della letteratura (van Swaaij et al, 2019), tendono a confermare con una qualità delle evidenze moderata che un sistema antipigmentante in particolare, denominato ADS, non riduce l'efficacia dei prodotti alla clorexidina in cui è contenuto.
I collutori alla clorexidina più venduti in Italia sono Curasept (Curasept SpA), Dentosan (Johnson & Johnson), Corsodyl (GSK), GUM Paroex (Sunstar GUM), Mentadent professional (MC Italia), nonché PlakOut e Meridol. Nei gel parodontali, si può arrivare anche a concentrazioni dell'1% di clorexidina, da utilizzarsi solo e unicamente su prescrizione medica (es. Curasept gel 1% (Curasept SpA) e Corsodyl gel (GSK)) normalmente questi ultimi prodotti (per la maggiore concentrazione del principio attivo) sono disponibili in farmacia in quanto categorizzati come "dispositivi medici" o "farmaci".

## Caratteristiche strutturali e fisiche
La molecola, scarsamente solubile in soluzione acquosa, ha una doppia carica come un sale e si comporta come un catione positivo, generalmente associato a una coppia di anioni negativi molto idrosolubili come cloruro, acetato o gluconato (anione dell'acido gluconico); inoltre è una molecola simmetrica che contiene due gruppi benzenici fortemente apolari.
Essa è in commercio, per varie applicazioni, come cloruro o acetato, per le applicazioni mediche è di solito utilizzato il digluconato.

### Reattività e caratteristiche chimiche
La clorexidina come tale è un composto organico praticamente apolare e quindi scarsamente solubile in acqua, ma anche in solventi organici scarsamente polari come il diclorometano (CH2Cl2). Al contrario l'anione gluconato è molto solubile in acqua ed è quindi un ottimo controanione per il controcatione della clorexidina, rendendo il composto moderatamente idrosolubile (max 0.5-2.0 % a pH prossimo alla neutralità). Essa è inattivata dal laurilsolfato di sodio (SLS, NaLS, LSS) e dal triclosano, entrambi possibili componenti dei dentifrici, per questo motivo il trattamento con clorexidina va effettuato lontano da una pulizia dei denti con il dentifricio.
Chimicamente la clorexidina è un bis-biguanide, ed è disponibile come controcatione generalmente associato a tre specie controanioniche come: acetato, cloruro e gluconato; quest'ultima è la forma più utilizzata in odontoiatria. 
Globalmente la molecola organica di clorexidina è quindi neutra, apolare e di dimensioni medio-grandi (dovute ai gruppi benzenici, fortemente apolari e disposti agli estremi della molecola che si presenta prevalentemente in forma lineare o unfolded) e ciò spiega la sua scarsa solubilità diretta in acqua.

## Farmacocinetica
La clorexidina è disattivata da composti anionici, tra cui i tensioattivi anionici comunemente utilizzati come detergenti nei dentifrici e collutori. Per questo motivo, i collutori a base di clorexidina devono essere utilizzati con almeno 30 minuti di intervallo da altri prodotti dentali.
Inoltre, per una sua migliore efficacia, il cibo, le bevande e il fumo dovrebbero essere evitati per almeno un'ora dopo l'uso.
Sebbene la clorexidina sia efficace in presenza di sangue, sapone e pus, la sua attività è tuttavia ridotta.
Gli studi di farmacocinetica con clorexidina gluconato nel risciacquo orale indicano, che solo circa il 30% del principio attivo viene mantenuto nella cavità orale successivamente al risciacquo.

### Assorbimento
Studi condotti su soggetti umani e animali dimostrano, che il gluconato di clorexidina è scarsamente assorbito dal tratto gastrointestinale.

### Distribuzione
Il livello plasmatico medio di gluconato di clorexidina raggiunge un picco ematico di 0,206 mg/g negli esseri umani, 30 minuti dopo l'ingestione di una dose di 300 mg del farmaco.
I livelli rilevabili di gluconato di clorexidina, 12 ore dopo la sua somministrazione, non erano più presenti nel plasma dei soggetti a cui è stato somministrato.

### Metabolismo
Non subisce alcuna metabolizzazione.

### Eliminazione
L'escrezione di clorexidina gluconato avviene principalmente con le feci (~ 90%).
Meno dell'1% di clorexidina gluconato ingerita dai soggetti è stata escreta nelle urine.

## Farmacodinamica
Le notevoli proprietà antibatteriche della clorexidina sono dovute alla capacità di alterare la struttura della membrana cellulare con conseguente precipitazione delle proteine citoplasmatiche.
Possiede una proprietà antibatterica maggiore sui cocchi Gram-positivi e minore sui Gram-negativi.
Ha anche un'attività moderata contro i virus con pericapside, i batteri non capsulati, mentre i virus e le spore sono resistenti.
Clinicamente presenta il vantaggio di una lunga durata d'azione sui denti e sulla mucosa orale senza venire assorbita dalla stessa mucosa. Inoltre la clorexidina è al 100% escreta non metabolizzata. Agisce solamente e selettivamente sulla membrana cellulare dei procarioti.
La clorexidina ha una proprietà molto importante: la sostantività. Questa proprietà fa sì che questo antisettico rimanga legato nei tessuti molli e duri per 8-12 ore, permettendo un'azione farmacologica utile nell'ambiente del cavo orale. È usato come principio attivo nei collutori per prevenire la formazione della placca dentale e per ridurne la patogenicità di questa; inoltre favorisce l'inibizione e ritarda lo sviluppo eventuale della gengivite e contrasta utilmente l'alitosi. La maggiore azione antiplacca rispetto ad altri antisettici, l'azione battericida ad ampio spettro, la sostantività e la non induzione nel cavo orale di resistenze batteriche, la fa preferire ad altri principi attivi, evitando tra l'altro lo sviluppo di batteri resistenti e più difficili da trattare con la farmacoterapia parodontale.
La clorexidina gluconato, nel risciacquo orale, agisce come antimicrobico durante tutta la durata del risciacquo stesso; il significato clinico di questa attività antimicrobica nel risciacquo orale non è del tutto chiaro. Il campionamento microbiologico della placca ha evidenziato una generale riduzione della conta di alcuni batteri testati, sia aerobici che anaerobici, del 54-97% per sei mesi di uso di clorexidina. L'uso della clorexidina gluconato nel risciacquo orale, in uno studio clinico a sei mesi, non ha prodotto alcun significativo aumento di resistenze batteriche o la crescita eccessiva di organismi potenzialmente opportunistici o altri cambiamenti negativi per l'ecosistema microbico orale. Dopo tre mesi di uso di clorexidina gluconato nel risciacquo orale, quando questa è stata interrotta, il numero dei batteri della placca è ritornato ai livelli basali e così anche la resistenza degli stessi.

## Usi clinici
La condizione per manifestare la sua attività antimicrobica presuppone il contatto di almeno 5 minuti tra la sostanza stessa e i tessuti.

### Odontoiatria
La clorexidina gluconato nel risciacquo orale è indicata per un uso tra le varie visite dentistiche, nell'ambito di una terapia medica per il trattamento della gengivite, patologia caratterizzata da arrossamento e gonfiore della gengiva, incluso anche il sanguinamento gengivale; non è stata però sperimentata in pazienti con gengivite necrotizzante ulcerativa acuta (GUNA).
Si può utilizzare in tutte le fasi della terapia paradontale, della cura delle irritazioni gengivali, dei trattamenti odontoiatrici in genere, specie quelli chirurgici. In prevenzione, sono utilizzabili le concentrazioni più basse (tipo 0,05%) ma la presenza di effetti collaterali ne può limitare l'utilizzo. La clorexidina ad una concentrazione dallo 0,03 al 2% è utilizzata per un'ampia varietà di situazioni come le seguenti:
- Prima e dopo la chirurgia del cavo orale.
- Come uso primario di supporto nella terapia parodontale per il trattamento delle gengiviti e/o parodontiti, e nella disinfezione della gengivite necrotizzante ulcerata.
- Per inibire la formazione di placca dentale (prevenzione delle carie).
- Per il trattamento dell'alitosi.
- Per la disinfezione completa della bocca.
- Per spazzolare la parte posteriore della lingua (1%).
- Come gel CHX (1%) per l'introduzione nelle tasche parodontali.
- Per il lavaggio dei canali radicolari in endodonzia al 2%.

È spesso utilizzata come ingrediente attivo nei collutori per ridurre la placca dentale e la carica batterica. È stata dimostrata un'azione battericida immediata e una prolungata azione batteriostatica, grazie alla pellicola di rivestimento che si forma sullo smalto superficiale.
Prodotti a base di clorexidina sono comunemente usati per combattere o prevenire le malattie delle gengive come la gengivite.
Secondo la Colgate non è dimostrato, che l'uso di gluconato di clorexidina sia in grado di ridurre i calcoli sottogengivali, e in alcuni studi sembra che essi possano addirittura aumentare.
La clorexidina combinata con lo xilitolo induce un effetto sinergico che ne aumenta l'efficacia.
Il ruolo della clorexidina nella prevenzione della carie dentale è controverso. Sulla base dei giudizi clinici disponibili, i risciacqui con clorexidina non sono stati efficaci nel prevenire la carie o i dati clinici non sono convincenti. L'attuale mancanza di prove cliniche a lungo termine nella prevenzione della carie e la segnalazione di effetti collaterali dovuti ai risciacqui con clorexidina, fanno sì che essa non debba essere raccomandata per la prevenzione della carie, la stessa raccomandazione vale per i gel e le vernici medicate. Dal momento che la carie dentale è una malattia con un'eziologia multifattoriale, attualmente è più opportuno utilizzare come stabilito, applicazioni di fluoruro, una dieta corretta e soprattutto le buone pratiche di igiene orale. Recenti scoperte, inoltre, indicano che l'effetto di un agente antimicrobico nel ridurre i livelli di Streptococcus mutans o la riduzione della placca può non essere sempre in correlazione con l'eventuale riduzione della carie.
L'uso continuato di prodotti contenenti clorexidina per lunghi periodi può causare macchie sui denti, in particolare sulla resina delle otturazioni. Inoltre è possibile che sopravvenga anche una sensazione di alterazione del gusto (disgeusia); quest'ultimo sintomo può essere evitato se non si fa uso prolungato di clorexidina.
Sebbene i dati siano limitati, per massimizzarne l'efficacia può essere meglio mantenere un intervallo da 30 minuti a 2 ore tra la spazzolatura e l'utilizzo del collutorio.

### Dermatologia

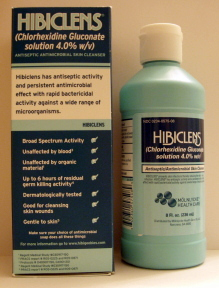
Soluzione disinfettante topica a base di clorexidina in commercio negli USA.

Alcune creme con l'aggiunta di clorexidina vengono usate per curare l'acne stafilococcica e altre infezioni della pelle.
La clorexidina viene usata in generale per la detersione della pelle, nello scrub chirurgico, e per la detersione pre-chirurgica.
Viene spesso usato come agente di sfregamento prima l'uso di aghi ipodermici o per via endovenosa al posto dello iodio.
La clorexidina è controindicato per l'uso in contiguità delle meningi o del SNC, in cavità del corpo, e vicino agli occhi e le orecchie.
Alla concentrazione del 2%, può causare lesioni gravi e permanenti per contatto prolungato con l'occhio può passare attraverso il naso in presenza di un timpano perforato. Tuttavia, una soluzione topica di 0,02% clorexidina è raccomandato dal US Centers for Disease Control and Prevention (CDC) come trattamento per cheratite causata da Acanthamoeba.
La clorexidina non è raccomandata in soggetti sotto i due mesi di età.
Allo stesso modo in uno studio del 2009, effettuato sulla preparazione della cute con clorexidina utilizzata contro PVP-iodio, la prima si è dimostrata superiore. Allo stesso modo, è stata usato contro la mupirocina per eliminare MRSA dal vestibolo nasale.

### Urologia
Per svuotare e preparare la vescica durante la cistoscopia si applica una soluzione acquosa allo 0,02%.

### Ginecologia
In ginecologica e ostetrica vengono usate soluzioni acquose con una concentrazione di clorexidina dallo 0,02 al 0,05%.

### Veterinaria
Per l'uso in animali, è usato come disinfettante topico delle ferite. È più efficace nell'uccidere i batteri sia rispetto a soluzioni a base di iodopovidone, sia rispetto a soluzioni saline, e ha effetti residui fino a 6 ore. Si è visto anche che è più vantaggioso, per la guarigione della ferita, che utilizzare soluzioni saline da sole. Si noti, tuttavia, che alcuni problemi, tra cui la sordità, sono stati associati con l'uso di prodotti a base di clorexidina nei gatti. Essa viene comunemente usata per gestire le infezioni della cute nei cani.

### Altri usi
Viene usata utilmente anche in ambiti sanitari di tipo igiene ambientale come per esempio la disinfezione delle strade e marciapiedi.
I prodotti a base di clorexidina gluconato in alte concentrazioni non devono essere applicati agli occhi (provocano ulcere corneali) e sono tossiche per l'orecchio interno, anche se in minime concentrazioni sono usati in alcune soluzioni per lenti a contatto.

## Tossicologia
La clorexidina è nociva, se ingerita e in maggiori concentrazioni, e irrita la pelle e gli occhi. La dose letale LD50 è 2.000 mg/kg (ratto per os), rispettivamente 1.260 mg/kg (topo per os).

## Controindicazioni
La clorexidina è controindicato durante gli interventi che possono portare all'introduzione di sostanze nel liquido cerebrospinale (LCS) per trattamenti all'interno del sistema nervoso centrale, ed in alcuni interventi di otorinolaringoiatria (orecchio medio).
Ipersensibilità al farmaco, dermatiti e reazioni allergiche con l'impiego simultaneo di preparati a base di iodio, insieme questi vanno evitati nell'uso al fine di evitare lo sviluppo di dermatite. Non va utilizzata la clorexidina per il trattamento della congiuntiva e per il risciacquo delle cavità oculare.

## Effetti collaterali

### Odontoiatrici
Gli effetti collaterali più comuni associati con l'uso di clorexidina gluconato nei risciacqui orali sono:
- un aumento della colorazione dei denti e di altre superfici del cavo orale;
- un aumento della formazione di calcolosi in vari distretti corporei;
- un'alterazione nella percezione del gusto,[22] irritazione orale e locale-tipo; sintomi di allergia sono stati segnalati spontaneamente come effetti collaterali, associati con l'uso di digluconato di clorexidina come risciacquo.

Il digluconato di clorexidina nel risciacquo orale può causare la colorazione delle superfici orali, come le superfici dei denti, le otturazioni e il dorso della lingua.
Non in tutti i pazienti si verifica un significativo aumento visivo della colorazione dentaria. Nei test clinici, il 56% degli utenti trattati con il digluconato di clorexidina hanno esibito un aumento misurabile della colorazione anteriore dei denti, rispetto al 35% degli utenti di controllo dopo sei mesi. Nel 15%, con l'uso di digluconato di clorexidina, gli utenti hanno mantenuto quello che è stato giudicato una colorazione importante, rispetto al 1% degli utenti di controllo dopo sei mesi. La colorazione sarà più pronunciata nei pazienti che hanno un più accentuato accumulo di placca non rimossa. Sono disponibili ormai da diversi anni delle formulazioni di clorexidina che contengono agenti antipigmentanti. Queste sostanze aggiunte bloccano le due reazioni responsabili della formazione delle pigmentazioni da clorexidina: la reazione di Maillard e la denaturazione proteica. Esistono molti studi clinici ed una revisione sistematica della letteratura che tendono a dimostrare che l'azione di ADS è efficace nella riduzione della pigmentazione. Oggi si sa, che la formazione di macchie non è legata solo al quantitativo di sostanze dette "cromogene" introdotte dal paziente, ma anche dalle abitudini di igiene orale, dai numerosi meccanismi biologici che avvengono nel cavo orale e anche dai prodotti utilizzati per l'igiene. La letteratura non è totalmente concorde nell'escludere che vi sia attività inibitoria di molte sostanze antipigmentanti inserite nei prodotti alla clorexidina: alcune sostanze come PVP, perossido di idrogeno o anche ADS riducendo la pigmentazione possano comunque ridurre in parte l'efficacia della Clorexidina.
•	Therapeutic efficacy of chlorhexidine-based mouthwashes and its adverse events: performance-related evaluation of mouthwashes added with Anti-Discoloration System and cetylpyridinium chloride.1
Nell'ottica di una riduzione delle pigmentazioni dentarie da clorexidina, di particolare interesse si è rivelata in passato l'associazione clorexidina con cetilpiridinio cloruro. Quest'ultimo è un sale di ammonio quaternario con elevata attività antisettica e l'associazione con la clorexidina, risalente già agli anni Novanta del secolo scorso, è stata messa a punto per poter utilizzare in azione sinergica clorexidine a minor concentrazione (0,12% o 0,06%) riducendo così anche l'azione pigmentante (grazie alla ridotta concentrazione della clorexidina presente) (Paroex 0,12+CPC, Paroex 0,06+CPC). La Federazione Europea di Parodontologia (EFP) ha comunque recentemente definito come il gold standard per l'antisepsi del cavo orale sia rappresentata dalla sola clorexidina, senza associazioni con altri antisettici e pur rimanendo quindi eventuali associazioni valide per molte applicazioni, la concentrazione della clorexidina allo 0,12% rappresenta ormai la prima scelta in molti protocolli internazionali. Ad ulteriore conferma di ciò, anche nei recenti protocolli odontoiatrici del Ministero della Salute per l'operatività nel periodo di pandemia Covid-19, le uniche concentrazioni di clorexidina consigliate per proteggere pazienti e operatori negli sciacqui preoperatori sono state lo 0,20% o lo 0,30%. Anche se a livello antivirale si consigliava l'uso del Cetilpiridinio cloruro e successivamente Clorexidina
Rari casi di alterazione del gusto permanente a seguito dell'uso clorexidina gluconato nel risciacquo orale sono stati segnalati attraverso la sorveglianza post-marketing.
Altri effetti collaterali sulla mucosa orale sono stati riportati durante gli studi clinici controllati con placebo condotti sull'adulto:
- ulcera aftosa,
- gengivite grossolanamente evidente,
- trauma,
- ulcerazione,
- eritema,
- desquamazione,
- lingua patinata,
- cheratinizzazione,
- lingua geografica,
- mucocele, e frenulo corto.

Ciascuno di questi si è verificato, però, con una frequenza inferiore al 1,0%.
Nelle segnalazioni post-marketing, i sintomi più frequentemente riportati sulla mucosa orale associata agli risciacqui con clorexidina gluconato orale sono:
- gengivite,
- glossite,
- ulcera,
- bocca secca (xerostomia),
- ipoestesia,
- edema della lingua e parestesia.

Sono stati segnalati anche casi di gonfiore (edema) della ghiandola parotide e infiammazione delle ghiandole salivari (scialoadenite).
Negli studi clinici, il 56% degli utenti con risciacquo orale a base di clorexidina ha avuto un aumento misurabile della colorazione dei denti e il 15% ha avuto una pesante colorazione.
Le macchie, generalmente gialle, marroni o nere, possono essere rimosse dalle tradizionali tecniche di profilassi.
La colorazione è più pronunciata in presenza di pesanti accumuli di placca non rimossi.
La colorazione causata dalla clorexidina può essere dovuta all'interazione con composti alimentari come caffè e tè. Per la rimozione basta effettuare un'igiene professionale.

### Gastrointestinali
Tra gli effetti collaterali gastrointestinali associati con la clorexidina vi è stato un singolo caso di gastrite acuta.
Gli effetti collaterali di tipo gastrointestinale associati con clisteri a base di clorexidina hanno incluso un singolo caso di colite acuta.
Altri effetti collaterali gastrointestinali associati con clorexidina hanno incluso mal di denti transitorio (50,7% vs 41,4% del placebo), dolore odontoiatrico, gengivale o orale, dolore pulsante e la sensibilità dentale.

### Ipersensibilità
Reazioni di ipersensibilità alla clorexidina hanno incluso dermatite allergica da contatto, prurito, formazione di vescicole, orticaria, dispnea e shock anafilattico.
Reazioni di ipersensibilità sono state riportate dopo l'uso di prodotti contenenti clorexidina come conservante o dispositivi rivestiti con clorexidina, tra cui balanite allergica da contatto e shock anafilattico.
Il patch test con la clorexidina ha evidenziato reazioni positive in più del 2% dei pazienti testati. Nei pazienti con eczema, la percentuale può salire al 5%.

### Oculari
L'esposizione dell'occhio alla clorexidina come detergente, in genere durante la preparazione per la chirurgia del viso, ha provocato dolore oculare, edema dell'epitelio, cheratite, infiammazione della congiuntiva, perdita di cellule epiteliali della cornea, ulcere corneali croniche, e opacizzazione corneale. Il trapianto di cornea per correggere il danno permanente si è reso necessario in alcuni pazienti.
Congiuntivite allergica è raramente associata con l'uso di soluzioni per lenti a contatto che contengono basse concentrazioni di clorexidina come conservante.
Gli effetti indesiderati oculari associati con clorexidina contenenti soluzioni per lenti a contatto sono raramente inclusi congiuntivite allergica.

### ORL
Sul sistema nervoso gli effetti collaterali hanno incluso casi di sordità neurosensoriale dopo l'instillazione diretta di clorexidina nell'orecchio medio.

## Dosi terapeutiche
La sua concentrazione reperibile sul mercato è variabile, ma nei collutori è disponibile nelle concentrazioni dello 0,05%, 0,12% e 0,20%, ovvero di 0,5 mg/ml, 1,2 mg/ml e di 2 mg/ml.

### Topico ginecologico
La clorexidina può essere usata utilmente nel trattamento delle infezioni vaginali come nelle vaginosi batteriche, nella trichomoniasi vaginale, e nelle infezioni vaginali miste ad etiologia non specifiche.
Può anche essere usata nella prevenzione di emergenza nelle infezioni a trasmissione sessuale come la sifilide, la gonorrea, la trichomoniasi vaginale, la clamidia, e l'ureaplasmosi. Per la profilassi antibatterica, in preparazione del parto o per la prevenzione, dopo il parto, nei soggetti a rischio di complicazioni infettive-infiammatorie.
Gli ovuli vaginali a base di clorexidina possono essere utilizzati in tutta la gravidanza e l'allattamento.

### Topico cutaneo
La clorexidina può essere usata utilmente nel trattamento topico di ferite, abrasioni, graffi, bruciature. Nel trattamento e la prevenzione delle infezioni della pelle come terapia adiuvante nell'acne; o come cura della pelle dopo le procedure estetiche tipo: piercing, tatuaggi, depilazione.
Nel trattamento e nel lavaggio di ferite, abrasioni, graffi, bruciature, graffi punture di zanzare.
In odontoiatria nelle prevenzione e terapia della: gengivite, stomatite e parodontopatia. Nel trattamento delle malattie ORL come la faringite, la aringite, la tonsillite e l'otite media.
Mentre nella protezione da germi in luoghi pubblici o all'aperto per la prevenzione delle infezioni sessualmente trasmesse si usa una soluzione allo 0,1% clorexidina bigluconato.

### Uso ambientale
Inoltre si può usare per la disinfezione generale dei locali, degli impianti sanitari, ecc., per la protezione dai germi nei luoghi pubblici o all'aperto con una soluzione o un gel per uso esterno allo 0,05%.

### Sovradosaggio
L'ingestione di 1 o 2 once (28-57 g) di gluconato di clorexidina come risciacquo orale in un bambino piccolo (~ 10 kg di peso corporeo) potrebbe portare a disturbi gastrici come la nausea, o segni di intossicazione da alcool. Va posta attenzione se più di 4 once (113 g) di clorexidina gluconato di risciacquo orale è ingerito da un bambino piccolo o se si manifestano segni di intossicazione da alcool.
La clorexidina gluconato nella terapia orale di risciacquo deve iniziare solamente a seguito di una profilassi dentale. Pazienti in trattamento con clorexidina gluconato di risciacquo orale dovrebbero essere rivalutati a intervalli non superiori a sei mesi.
L'uso consigliato nel risciacquo orale è di due volte al giorno per 30 secondi, mattina e sera dopo lo spazzolamento dei denti.
Il dosaggio usuale è di 15 ml (1 cucchiaio da tavola) non diluito come clorexidina gluconato orale. I pazienti devono essere istruiti a non risciacquare dopo l'applicazione con acqua, o di altri collutori, ne devono spazzolare i denti, mangiare immediatamente dopo l'uso di clorexidina gluconato nel risciacquo orale. La clorexidina gluconato non va ingerita e deve quindi essere sempre sputata dopo il risciacquo.

## Gravidanza e allattamento
Sono stati condotti studi su ratti e conigli a dosi di clorexidina gluconato fino a 300 mg/kg/die e 40 mg/kg/die, senza provocare danni al feto. Tuttavia, non ci sono studi su donne gravide. Poiché gli studi sulla riproduzione animale non sono sempre predittivi di sicurezza sull'uomo, questo farmaco deve essere usato durante la gravidanza solo se strettamente necessario.
Poiché non è noto se il farmaco venga escreto nel latte umano, e poiché molti farmaci vengono escreti nel latte umano, deve essere usata cautela quando clorexidina gluconato è usata per usi odontostomatologici in donne che allattano.
In pediatria l'efficacia clinica e la sicurezza del risciacquo con clorexidina gluconato per via orale non è stata dimostrata in bambini di età inferiore ai 18 anni.
Fino a dosi di 38 mg/kg/die non si sono osservati effetti mutageni, e fino dosi di 100 mg/kg/die non si sono avuti effetti sulla fertilità.

## Avvertenze
Evitare il contatto diretto con gli occhi ed il canale auricolare medio se è ad una concentrazione del 4%

## Interazioni
La luce e le alte temperature (> 25 °C) possono inattivare il principio attivo.
Le soluzioni di saponi, i detersivi, i tensioattivi anionici a base di ioni cloruro e le sostanze basiche, riducono l'attività della clorexidina, in particolare: saponine, laurilsolfato di sodio (LSS, SLS o NaLS), un derivato organico dell'acido acido solforico (i.e. R-S(O2)-OH o acido solfonico), dove (R-) indica un gruppo funzionale organico, nonché il sale solubile carbossimetilcellulosato di sodio. Quindi prima di utilizzare il farmaco con residui di sapone questi devono essere accuratamente lavati.
Gli ipocloriti usati per lavare i tessuti sporchi possono indurre la formazione di macchie scure da parte della clorexidina.
Quando la clorexidina è posta per brevi tempi in soluzioni acquose (30 minuti a circa 115 °C) non viene influenzata l'attività farmacologica del farmaco.
Non è raccomandato l'uso simultaneo con lo iodio; mentre l'etanolo aumenta l'efficacia del farmaco.

## Linee guida
Sono in totale 8 le Linee guida che parlano dell'uso della clorexidina in medicina. le più recenti (dal 2000 ad oggi) sono:
1. O'Grady NP, et al. Guidelines for the prevention of intravascular catheter-related infections. The Hospital Infection Control Practices Advisory Committee, Center for Disease Control and Prevention, U.S. Pediatrics. 2002 Nov;110(5): e51.[27]
2. Garland JS, et al.; 2002 Hospital Infection Control Practices Advisory Committee Centers for Disease Control and Prevention. The 2002 Hospital Infection Control Practices Advisory Committee Centers for Disease Control and Prevention guideline for prevention of intravascular device-related infection. Pediatrics. 2002 Nov;110(5):1009-13.[28]
3. O'Grady NP, et al. Guidelines for the prevention of intravascular catheter-related infections. Centers for Disease Control and Prevention. MMWR Recomm Rep. 2002 Aug 9;51(RR-10):1-29.[29]
4. Greenstein G, Tonetti M. The role of controlled drug delivery for periodontitis. The Research, Science and Therapy Committee of the American Academy of Periodontology. J Periodontol. 2000 Jan;71(1):125-40.[30]
5. Pittiruti M, et al.; ESPEN. ESPEN Guidelines on Parenteral Nutrition: central venous catheters (access, care, diagnosis and therapy of complications). Clin Nutr. 2009 Aug;28(4):365-77. Epub 2009 May 21.[31]

### Ginecologia
- Società italiana di medicina perinatale, Requisiti E Raccomandazioni Per L'assistenza Perinatale, SEE Editrice Firenze, 1999,  pp. 283–, ISBN 978-88-8465-016-0.
- accessdate Gerald G. Briggs, Roger K. Freeman e Sumner J. Yaffe, Drugs in pregnancy and lactation: a reference guide to fetal and neonatal risk, Lippincott Williams & Wilkins, 2008,  pp. 318–, ISBN 978-0-7817-7876-3.

### Odontoiatria
- Alexandrina L. Dumitrescu, Antibiotics and Antiseptics in Periodontal Therapy, Springer, 27 dicembre 2010,  pp. 215–, ISBN 978-3-642-13210-0.
- Heinz Erpenstein e Peter Diedrich, Atlante di chirurgia parodontale, Elsevier srl, 2007,  pp. 78–, ISBN 978-88-214-2941-5.
- Francesco Somma, Endodonzia. Principi di base, procedure operative e tecniche, Elsevier srl, 2006,  pp. 293–, ISBN 978-88-214-2913-2.
- G. Conti, E. Iannuzzi e F. Imperatore, Terapia intensiva. Con CD-ROM, Elsevier srl, 2007,  pp. 1272–, ISBN 978-88-214-2990-3.
- Daniel Rozencweig e Giovanni Dolci, Manuale di prevenzione dentaria: proposte per gli odontoiatri e per il personale ausiliario per l'insegnamento dell'igiene oro-dentale, Masson, 1990.
- Rosario Serpico, La candidosi orale: clinica, diagnosi e terapia, PICCIN, 2000,  pp. 172–, ISBN 978-88-299-1531-6.

### Veterinaria
- Richard G. Harvey, Joseph Harari e Agnès J. Delauche, Malattie dell'orecchio del cane e del gatto, Elsevier srl, 2002,  pp. 216–, ISBN 978-88-214-2611-7.
- accessdate Graig E. Greene, Malattie infettive del cane e del gatto. Malattie batteriche e protozoarie, Elsevier srl, 2008,  pp. 263–, ISBN 978-88-214-2959-0.
- Dean A. Hendrickson, Wound care for the equine practitioner, Teton NewMedia, 1º giugno 2004,  pp. 35–, ISBN 978-1-59161-021-2.